# 68e Primetime Emmy Awards
De 68e Primetime Emmy Awards, waarbij prijzen werden uitgereikt in verschillende categorieën voor de beste televisieprogramma's die in primetime op de Amerikaanse zenders werden uitgezonden tussen 1 juni 2015 en 31 mei 2016, vond plaats op 18 september 2016 in het Microsoft Theater in Los Angeles. De plechtigheid werd gepresenteerd door Jimmy Kimmel.
De genomineerden werden bekendgemaakt op 14 juli door Lauren Graham en Anthony Anderson.

## Winnaars en genomineerden
De winnaars staan bovenaan in vet lettertype. Vermeld zijn de categorieën die werden uitgereikt tijdens de televisie-uitzending.

### Programma's
| Komedieserie (Outstanding Comedy Series) | Dramaserie (Outstanding Drama Series)                                                                        |
| --- | --- |
| - Veep - Black-ish - Master of None - Modern Family - Silicon Valley - Transparent - Unbreakable Kimmy Schmidt                                                                                           | - Game of Thrones - The Americans - Better Call Saul - Downton Abbey - Homeland - House of Cards - Mr. Robot |
| Miniserie (Outstanding Limited Series) | Televisiefilm (Outstanding Television Movie)                                                                 |
| - The People v. O.J. Simpson: American Crime Story - American Crime - Fargo - The Night Manager - Roots                                                                                                  | - Sherlock: The Abominable Bride - All the Way - Confirmation - Luther - A Very Murray Christmas             |
| Variété talkshow (Outstanding Variety Talk Series) | Variété sketchshow (Outstanding Variety Sketch Series)                                                       |
| - Last Week Tonight with John Oliver - Comedians in Cars Getting Coffee - Jimmy Kimmel Live! - The Late Late Show with James Corden - Real Time with Bill Maher - The Tonight Show Starring Jimmy Fallon | - Key & Peele - Documentary Now! - Drunk History - Inside Amy Schumer - Portlandia - Saturday Night Live     |
| Reality competitie (Outstanding Reality-Competition Program) | |
| - The Voice - The Amazing Race - American Ninja Warrior - Dancing with the Stars - Project Runway - Top Chef                                                                                             | |

### Acteurs

#### Hoofdrollen
| Mannelijke hoofdrol in een komedieserie (Outstanding Lead Actor in a Comedy Series) | Vrouwelijke hoofdrol in een komedieserie (Outstanding Lead Actress in a Comedy Series) |
| --- | --- |
| - Jeffrey Tambor als Maura Pfefferman – Transparent - Anthony Anderson als Andre Johnson – Black-ish - Aziz Ansari als Dev – Master of None - Will Forte als Phil Miller – The Last Man on Earth - William H. Macy als Frank Gallagher – Shameless - Thomas Middleditch als Richard – Silicon Valley | - Julia Louis-Dreyfus als Selina Meyer – Veep - Ellie Kemper als Kimmy Schmidt – Unbreakable Kimmy Schmidt - Laurie Metcalf als Jenna James – Getting On - Tracee Ellis Ross als Rainbow Johnson – Black-ish - Amy Schumer als Amy – Inside Amy Schumer - Lily Tomlin als Frankie – Grace and Frankie                                                           |
| Mannelijke hoofdrol in een dramaserie (Outstanding Lead Actor in a Drama Series) | Vrouwelijke hoofdrol in een dramaserie (Outstanding Lead Actress in a Drama Series) |
| - Rami Malek als Elliot – Mr. Robot - Kyle Chandler als John Rayburn – Bloodline - Bob Odenkirk als Jimmy McGill – Better Call Saul - Matthew Rhys als Philip Jennings – The Americans - Liev Schreiber als Ray Donovan – Ray Donovan - Kevin Spacey als Francis Underwood – House of Cards | - Tatiana Maslany als diverse personages – Orphan Black - Claire Danes als Carrie Mathison – Homeland - Viola Davis als Annalise Keating – How to Get Away with Murder - Taraji P. Henson als Cookie Lyon – Empire - Keri Russell als Elizabeth Jennings – The Americans - Robin Wright als Claire Underwood – House of Cards                                   |
| Mannelijke hoofdrol in een miniserie of televisiefilm (Outstanding Lead Actor in a Limited Series or Movie) | Vrouwelijke hoofdrol in een miniserie of televisiefilm (Outstanding Lead Actress in a Limited Series or Movie) |
| - Courtney B. Vance als Johnnie Cochran – The People v. O.J. Simpson: American Crime Story - Bryan Cranston als Lyndon B. Johnson – All the Way - Benedict Cumberbatch als Sherlock Holmes – Sherlock: The Abominable Bride - Idris Elba als John Luther – Luther - Cuba Gooding jr. als O.J. Simpson – The People v. O.J. Simpson: American Crime Story - Tom Hiddleston als Jonathan Pine – The Night Manager | - Sarah Paulson als Marcia Clark – The People v. O.J. Simpson: American Crime Story - Kirsten Dunst als Peggy Blumquist – Fargo - Felicity Huffman als Leslie Graham – American Crime - Audra McDonald als Billie Holiday – Lady Day at Emerson's Bar and Grill - Lili Taylor als Anne Blaine – American Crime - Kerry Washington als Anita Hill – Confirmation |

#### Bijrollen
| Mannelijke bijrol in een komedieserie (Outstanding Supporting Actor in a Comedy Series) | Vrouwelijke bijrol in een komedieserie (Outstanding Supporting Actress in a Comedy Series) |
| --- | --- |
| - Louie Anderson als Christine Baskets – Baskets - Andre Braugher als Ray Holt – Brooklyn Nine-Nine - Tituss Burgess als Titus Andromedon – Unbreakable Kimmy Schmidt - Ty Burrell als Phil Dunphy – Modern Family - Tony Hale als Gary Walsh – Veep - Keegan-Michael Key als diverse personages – Key & Peele - Matt Walsh als Mike McLintock – Veep                                                                   | - Kate McKinnon als diverse personages – Saturday Night Live - Anna Chlumsky als Amy Brookheimer – Veep - Gaby Hoffmann als Ali Pfefferman – Transparent - Allison Janney als Bonnie – Mom - Judith Light als Shelly Pfefferman – Transparent - Niecy Nash als Didi Ortley – Getting On                                  |
| Mannelijke bijrol in een dramaserie (Outstanding Supporting Actor in a Drama Series) | Vrouwelijke bijrol in een dramaserie (Outstanding Supporting Actress in a Drama Series) |
| - Ben Mendelsohn als Danny Rayburn – Bloodline - Jonathan Banks als Mike Ehrmantraut – Better Call Saul - Peter Dinklage als Tyrion Lannister – Game of Thrones - Kit Harington als Jon Snow – Game of Thrones - Michael Kelly als Doug Stamper – House of Cards - Jon Voight als Mickey Donovan – Ray Donovan | - Maggie Smith als Violet Crawley – Downton Abbey - Emilia Clarke als Daenerys Targaryen – Game of Thrones - Lena Headey als Cersei Lannister – Game of Thrones - Maura Tierney als Helen Solloway – The Affair - Maisie Williams als Arya Stark – Game of Thrones - Constance Zimmer als Quinn King – UnREAL            |
| Mannelijke bijrol in een miniserie of televisiefilm (Outstanding Supporting Actor in a Limited Series or Movie) | Vrouwelijke bijrol in een miniserie of televisiefilm (Outstanding Supporting Actress in a Limited Series or Movie) |
| - Sterling K. Brown als Christopher Darden – The People v. O.J. Simpson: American Crime Story - Hugh Laurie als Richard Roper – The Night Manager - Jesse Plemons als Ed Blumquist – Fargo - David Schwimmer als Robert Kardashian – The People v. O.J. Simpson: American Crime Story - John Travolta als Robert Shapiro – The People v. O.J. Simpson: American Crime Story - Bokeem Woodbine als Mike Milligan – Fargo | - Regina King als Terri LaCroix – American Crime - Kathy Bates als Iris – American Horror Story: Hotel - Olivia Colman als Angela Burr – The Night Manager - Melissa Leo als Lady Bird Johnson – All the Way - Sarah Paulson als Hypodermic Sally – American Horror Story: Hotel - Jean Smart als Floyd Gerhardt – Fargo |

### Regie
| Regie van een komedieserie (Outstanding Directing for a Comedy Series) | Regie van een dramaserie (Outstanding Directing for a Drama Series) |
| --- | --- |
| - Transparent (Aflevering: "Man on the Land") – Jill Soloway - Master of None (Aflevering: "Parents") – Aziz Ansari - Silicon Valley (Aflevering: "Daily Active Users") – Alec Berg - Silicon Valley (Aflevering: "Founder Friendly") – Mike Judge - Veep (Aflevering: "Kissing Your Sister") – David Mandel - Veep (Aflevering: "Morning After") – Chris Addison - Veep (Aflevering: "Mother") – Dale Stern                            | - Game of Thrones (Aflevering: "Battle of the Bastards") – Miguel Sapochnik - Downton Abbey (Aflevering: "Episode 9") – Michael Engler - Game of Thrones (Aflevering: "The Door") – Jack Bender - Homeland (Aflevering: "The Tradition of Hospitality") – Lesli Linka Glatter - The Knick (Aflevering: "This Is All We Are") – Steven Soderbergh - Ray Donovan (Aflevering: "Exsuscito") – David Hollander |
| Regie van een miniserie, televisiefilm of "dramatic special" (Outstanding Directing for a Limited Series, Movie, or Dramatic Special) | Regie van een "variété special" (Outstanding Directing for a Variety Special) |
| - The Night Manager – Susanne Bier - All the Way – Jay Roach - Fargo (Aflevering: "Before the Law") – Noah Hawley - The People v. O.J. Simpson: American Crime Story (Aflevering: "From the Ashes of Tragedy") – Ryan Murphy - The People v. O.J. Simpson: American Crime Story (Aflevering: "Manna from Heaven") – Anthony Hemingway - The People v. O.J. Simpson: American Crime Story (Aflevering: "The Race Card") – John Singleton | - Grease: Live – Thomas Kail en Alex Rudzinski - 58th Grammy Awards – Louis J. Horvitz - Adele Live in New York City – Beth McCarthy-Miller - Amy Schumer: Live at the Apollo – Chris Rock - The Kennedy Center Honors – Glenn Weiss - Lemonade – Kahlil Joseph en Beyoncé Knowles Carter |

### Scenario
| Scenario voor een komedieserie (Outstanding Writing for a Comedy Series) | Scenario voor een dramaserie (Outstanding Writing for a Drama Series) |
| --- | --- |
| - Master of None (Aflevering: "Parents") – Aziz Ansari en Alan Yang - Catastrophe (Aflevering: "Episode 1") – Rob Delaney en Sharon Horgan - Silicon Valley (Aflevering: "Founder Friendly") – Dan O'Keefe - Silicon Valley (Aflevering: "The Uptick") – Alec Berg - Veep (Aflevering: "Morning After") – David Mandel - Veep (Aflevering: "Mother") – Alex Gregory en Peter Huyck | - Game of Thrones (Aflevering: "Battle of the Bastards") – David Benioff en D.B. Weiss - The Americans (Aflevering: "Persona Non Grata") – Joel Fields en Joe Weisberg - Downton Abbey (Aflevering: "Episode 8") – Julian Fellowes - The Good Wife (Aflevering: "End") – Robert King en Michelle King - Mr. Robot (Aflevering: "eps1.0_hellofriend.mov") – Sam Esmail - UnREAL (Aflevering: "Return") – Marti Noxon en Sarah Gertrude Shapiro |
| Scenario voor een miniserie, televisiefilm of "dramatic special" (Outstanding Writing for a Limited Series, Movie, or Dramatic Special) | Scenario voor een "variété special" (Outstanding Writing for a Variety Special) |
| - The People v. O.J. Simpson: American Crime Story (Aflevering: "Marcia, Marcia, Marcia") – D.V. DeVincentis - Fargo (Aflevering: "Loplop") – Bob DeLaurentis - Fargo (Aflevering: "Palindrome") – Noah Hawley - The Night Manager – David Farr - The People v. O.J. Simpson: American Crime Story (Aflevering: "From the Ashes of Tragedy") – Scott Alexander en Larry Karaszewski - The People v. O.J. Simpson: American Crime Story (Aflevering: "The Race Card") – Joe Robert Cole | - Patton Oswalt: Talking for Clapping – Patton Oswalt - Amy Schumer: Live at the Apollo – Amy Schumer - John Mulaney: The Comeback Kid – John Mulaney - Tig Notaro: Boyish Girl Interrupted – Tig Notaro - Triumph's Election Special 2016 |